# خروسک
خروسک یا لارنگوتراکئوبرونشیت (laryngotracheobronchitis) به التهاب حنجره، نای، نایژه‌های اصلی گفته می‌شود. به علت تنگ بودن مجاری تنفسی در بچه‌ها ریسک ابتلا به انسداد مجاری هوایی به دلیل تورم و التهاب بیشتر است. لارنگوتراکئوبرونشیت در فصل پاییز و زمستان رخ می‌دهد و اغلب به فرم خفیف خود محدود شونده، تظاهر می‌یابد. این بیماری معمولاً در سنین ۶ ماه تا ۳ سال دیده می‌شود ولی در هر سنی می‌تواند رخ دهد. کروپ ویروسی در پسران با نسبت ۳ به ۲ شایع‌تر است. سن شایع معمولاً در ۲ سالگی است چنانچه یکی از افراد خانواده به این بیماری مبتلا گردد خطر ابتلا سایر افراد خانواده ۱۵ درصد است. این بیماری معمولاً در اثر آلودگی ویروسی مجرای هوای فوقانی رخ می‌دهد. این عفونت موجب بروز التهاب در داخل گلو می‌گردد، که منجر به مشکلات تنفسی و علائمی مانند سرفه به شکل «واق سگ»، صدایاستریدور و گرفتگی صدا می‌گردد. علائم خروسک ممکن است خفیف، متوسط یا شدید باشد و معمولاً در هنگام شب تشدید می‌شوند. این بیماری معمولاً با مصرف استروئید خوراکی و در موارد شدیدتر با مصرف اپی‌نفرین درمان می‌گردد. در موارد بسیار نادری به بستری در بیمارستان نیاز می‌گردد.
بیماری خروسک را می‌توان بر اساس علائم بالینی تشخیص داد و احتمال بروز علائم ناشی از عوامل شدیدتری همچون اپی‌گلوتیت و انسداد مجرای هوایی وجود ندارد. بیشتر اوقات نیازی به بررسی‌های بیشتر –از جمله آزمایش‌های خون، رادیولوژی، و کشت میکروب- نیست. خروسک بیماری شایعی است و در حدود ۱۵٪ از کودکان دیده می‌شود که بیشتر آن‌ها در سنین ۶ ماه تا ۵–۶ سال قرار دارند. نوجوانان و بزرگسالان به ندرت دچار خروسک می‌شوند. دیفتری یکی از عوامل عمده‌ای است که باعث این بیماری می‌گردد، که این عامل با موفقیت واکسیناسیون، و پیشرفت بهداشت و استانداردهای زندگی در جهان غرب بهبود یافته و به تاریخ پیوسته‌است.

## همه‌گیرشناسی
حدود ۱۵٪ کودکان در سنین بین ۶ ماه تا ۵–۶ سال به خروسک مبتلا می‌شوند. خروسک ۵٪ پذیرش بیمارستانی این گروه سنی را تشکیل می‌دهد. در موارد نادر، کودکان سه‌ماهه و ۱۵ ساله هم به خروسک مبتلا می‌شوند.
مردان ۵۰٪ بیشتر از زنان به این بیماری مبتلا می‌شوند؛ خروسک در فصل پاییز رایج تر است.

## تاریخچه
خروسک دیفتریایی از زمان هومر در یونان باستان شناخته شده‌است. در سال ۱۸۲۶ برتونیو (Bretonneau) تفاوت میان خروسک و خروسک ایجاد شده به‌واسطه دیفتری را کشف کرد.
این فرانسوی خروسک ویروسی را "faux-croup" نامید، و "croup" را برای بیماری ایجاد شده توسط باکتری عامل دیفتری به کار برد.
خروسک ایجاد شده به دلیل دیفتری تقریباً ناشناخته مانده‌است چرا که مصونیت مؤثر در مقابل آن کشف شده‌است.

## پاتوفیزیولوژی
عفونت ویروسی به التهاب حنجره، نای و مجراهای بزرگ هوا با گلبول‌های سفید خون می‌شوند.
التهاب ممکن است در تنفس مشکل ایجاد نماید. خروسک معمولاً دارای منشأ ویروسی است.
برخی افراد این اصطلاح را برای مواردی چون لارنگوتراکئیت شدید، خروسک اسپاسمودیک، دیفتری حنجره، تراکئیت باکتریایی، لارنگوتراکئوبرونشیت، و لارنگوتراکئوبرونشونومونیت به کار می‌برند. دو مورد اول ویروسی بوده و علائم خفیف تری دارند؛ چهار مورد بعدی باکتریایی بوده و معمولاً علائم شدیدتری دارند.

### منشأ ویروسی
در ۷۵٪ موارد ویروس پاراآنفلوآنزا، و به خصوص نوع اول و دوم آن، عامل خروسک به‌شمار می‌رود.
گاهی سایر ویروس‌ها هم می‌توانند باعث بروز خروسک شوند از جمله آنفلوآنزای Aو B، سرخک، آدنوویروس و ویروس سین سیشیال تنفسی (RSV).
خروسک اسپاسمودیک (خروسک به همراه پارس کردن) نیز عواملی مشابه چون لارنگوتراکئیت شدید دارد، اما فاقد علائم معمول عفونت (از جمله تب، گلوی چرک کرده، و افزایش گلبول‌های سفید خون) است.
درمان و پاسخ به درمان اما مشابه هستند.

### منشأ باکتریایی
خروسک باکتریایی ممکن است یکی از این موارد باشد: دیفتری حنجره، تراکئیت باکتریایی، لارنگوتراکئوبرونشیت، و لارنگوتراکئوبرونشونومونیت.
دیفتری حنجره در اثر کورینه باکتریوم دیفتری ایجاد می‌شود، حال آن که تراکئیت باکتریایی، لارنگوتراکئوبرونشیت و لارنگوتراکئوبرونشونومونیت در اثر عفونتی که در ابتدا ویروسی است و سپس باکتریایی می‌شود ایجاد می‌گردند. رایج‌ترین این عوامل باکتریایی عبارتند از استافیلوکوک اورئوس، استرپتوکوک پنومونیه، هموفیلوس آنفلوآنزا، و موراکسلا کاتارالیس.

## علائم و نشانه‌ها
نشانه‌های خروسک عبارتند از «پارس مانند شدن» سرفه، استریدور (صدایی زیر و شبیه خس خس به هنگام دم)، گرفتگی صدا و سختی تنفس که در هنگام شب تشدید می‌شوند.
سرفه‌های پارس مانند معمولاً صدایی مانند صدای فوک یا شیر دریایی دارند.
گریه می‌تواند باعث تشدید خس خس شود؛ خس خس می‌تواند نشان‌دهنده تنگ شدن مجرای هوا گردد. با بدتر شدن خروسک ممکن است از شدت خس خس کاسته شود.
علائم دیگر عبارتند از تب، زکام (علائمی مشابه علائم سرماخوردگی)، و به داخل فرورفتن پوست میان دنده‌ها.
جاری شدن آب دهان یا ظاهری بیمار معمولاً به دیگر موارد پزشکی مربوط است.
معاینه بالینی بیماران باریک شدن فضای ساب گلوتیک را نشان می‌دهد چیزی که در رادیوگرافی با نمای برج کلیسا مشخص می‌شود. کروپ به ندرت با عوارض جدی همراه است تنها در ‎ ۱/۳ تا ‎ ۲/۶ درصد از بیماران نیاز به بستری در بیمارستان وجود دارد. مدت بیماری معمولاً ۵ روز است، بعد از کاهش علایم جدی، سرفه خفیف ممکن است همچنان برای چندین روز وجود داشته باشد. یک رابطه بین ابتلا به کروپ و آسم وجود دارد اما این‌که کدامیک عامل دیگری است مشخص نیست. در یک مطالعه در بیماران با تشخیص کروپ ریسک ابتلا به آسم تقریباً ۲ برابر شد.

### معاینه
| Feature                | Number of points assigned for this feature | Number of points assigned for this feature | Number of points assigned for this feature | Number of points assigned for this feature | Number of points assigned for this feature | Number of points assigned for this feature |
| Feature                | ۰                                          | ۱                                          | ۲                                          | ۳                                          | ۴                                          | ۵                                          |
| ---------------------- | ------------------------------------------ | ------------------------------------------ | ------------------------------------------ | ------------------------------------------ | ------------------------------------------ | ------------------------------------------ |
| Chest wall retraction  | None                                       | Mild                                       | Moderate                                   | Severe                                     |                                            |                                            |
| استریدور               | None                                       | With agitation                             | At rest                                    |                                            |                                            |                                            |
| کبودی پوست             | None                                       |                                            |                                            |                                            | With agitation                             | At rest                                    |
| Level of consciousness | Normal                                     |                                            |                                            |                                            |                                            | Disoriented                                |
| Air entry              | Normal                                     | Decreased                                  | Markedly decreased                         |                                            |                                            |                                            |

خروسک بر اساس نشانه‌ها و علائم معاینه می‌گردد.
گام نخست حصول اطمینان از این نکته است که سایر عوامل مسدودکننده مجرای‌های هوا دخیل نباشند از جمله اپی گلوتیت، اشیای خارجی، ساب گلوتیک استنوزیس، آنژیوادم، آبسه پشت حلقی و تراکئیت باکتریایی.
رادیولوژِی گردن معمولاً انجام نمی‌شود،
اما در صورت انجام شدن رادیولوژی می‌توان تنگ شدن نای را مشاهده کرد که چون به شکل برج کلیسااست آن را نشانه برج کلیسا می‌نامند. در نیمی از موارد نشانه برج کلیسا رخ نمی‌دهد.
آزمایش خون و کشت ویروس (آزمایش مورد نیاز ویروس) می‌تواند باعث تحریک غیرضروری مجرای هوا گردد.
درحالی‌که کشت ویروس‌هایی که از طریق مکش مخاط از حلق و بینی (فرایندی که در آن با استفاده از لوله‌ای مخاط را از بینی خارج می‌کنند) به دست می‌آیند، هم می‌توانند همان عامل را تعیین نمایند. چنین کشت‌هایی فقط محدود به کسانی است که تحقیقات را انجام می‌دهند.
اگر فردی با درمان‌های استاندارد معالجه نشد می‌توان آزمایش‌های بیشتری را انجام داد تا احتمال منشأ باکتریایی بررسی گردد.
Severity
متداول‌ترین سیستم برای طبقه‌بندی شدت خروسک امتیاز Westley نام دارد. این تست بیشتر در تحقیقات استفاده می‌شود تا مراکز درمانی.
این امتیاز مجموع امتیازاتی است که به پنج فاکتور تعلق می‌گیرد: میزان هوشیاری، کبودی، استریدور، ورودی هوا و فرورفتگی پوست میان دنده‌ها.
امتیازی که به هر یک از این پنج فاکتور داده می‌شود در جدول به سمت راست ثبت شده و امتیاز نهایی عددی بین ۰ تا ۱۷ خواهد بود.
- A total score of ≤ 2 indicates mild croup. The person can have barking cough and hoarseness, but there is no stridor (wheezing) at rest.[۵]
- A total score of 3–5 is classified as moderate croup — the person has wheezing, with few other signs.[۵]
- A total score of 6–11 is severe croup. It also presents with obvious stridor, but also chest wall indrawing.[۵]
- A total score of ≥ 12 means respiratory failureis possible. The barking cough and wheezing may no longer be present at this stage.[۵]

۸۵٪ کودکانی که به اورژانس می‌روند بیماری خفیفی دارند؛ خروسک شدید به ندرت اتفاق می‌افتد (<1%).

## پیشگیری
مصونیت‌بخشی در برابر آنفلوآنزا و دیفتری می‌تواند از بروز خروسک جلوگیری نماید

## درمان
بسیاری از بیماران با علایم خفیف می‌توانند به صورت سرپایی و در خانه درمان شوند؛ ولی در صورت بروز هر یک از علایم مانند کبود شدن لب‌ها، ناخن، هر گونه اختلال تنفسی، آبریزش از دهان یا اختلال در بلع، علایم گیجی و بی‌قراری و عدم بهبود علایم درمانهای تخصصی تر انجام می‌شود. در بیماران با علایم سیانوز، رنگ پریدگی اندام‌ها، کاهش سطح هوشیاری یا علایم افزایش کار تنفسی ناشی از دیسترس تنفسی درمان با اکسیژن شروع می‌شود. در کروپ با منشأ باکتریال باید درمان با آنتی‌بیوتیک آغاز شود. چنانچه استریدور در حالت استراحت در بیمار وجود دارد تا زمان بهبود استریدور پزشک بیمار را در بیمارستان بستری می‌کند.

درمان با استروئید در بهبود استریدور مؤثر است. استروئید استنشاقی اغلب مورد استفاده قرار می‌گیرند. پردنیزولون خوراکی با دوز ۱ میلی‌گرم در هر کیلوگرم وزن اغلب مؤثر است. در یک آزمون تصادفی محققان کشف کردند که دگزامتازون با دوز ‏ ۰/۶ میلی‌گرم در هر کیلوگرم وزن در سرعت بهبود علایم کروپ خفیف مؤثر بوده‌است. یک مطالعه هم‌گروهی نشان داد که درمان با استروئید در کاهش علایم، بستری مجدد، کاهش مدت زمان بستری در بیمارستان و کاهش نیاز به درمان با اپینفرین مؤثر است. درمان استاندارد در این بیماری استنشاق بخار مرطوب است.
کودکان مبتلا به خروسک را باید تا جای ممکن آرام نگه داشت. استروئیدها به صورت روتین تجویز شده و در موارد شدید از اپی نفرین استفاده می‌شود. کودکان با سطح اکسیژن (مقدار اکسیژن محلول در خون) زیر ۹۲٪ باید اکسیژن دریافت کنند.
و افرادی که خروسک شدید دارند را می‌توان جهت نظارت بیشتر در بیمارستان بستری کرد. اگر به اکسیژن نیاز باشد، می‌توان از روش «مجاورتی» نیز استفاده کرد (نزدیک نگاه داشتن منبع اکسیژن به صورت کودک)، چرا که بیقراری کمتری در مقایسه با استفاده از ماسک اکسیژن ایجاد می‌نماید. کمتر از ۰٫۲٪ افراد نیازمند لوله نای می‌شوند (لوله‌ای که در مجرای هوا قرار داده می‌شود).

### استروئیدها
کورتیکوستروئیدهایی همچون دگزامتازون و بودزونید را می‌توان برای درمان خروسک به کار برد.
پس از شش ساعت بهبود قابل توجهی دیده خواهد شد.
با اینکه می‌توان این داروها را از طریق خوراکی (دهان)، غیرخوراکی (تزریق)، یا از طریق تنفسی دریافت کرد، مصرف خوراکی ترجیح داده می‌شود.
معمولاً یک دوز کافی بوده و مصرف آن اکثر اوقات کاملاً امن خواهد بود.
دگزامتازون با دوزهای ۰٫۱۵، ۰٫۳ و ۰٫۶ mg/kg همه به یک مقدار تأثیر دارد.

### اپی نفرین
خروسک متوسط تا شدید را می‌توان با افشانه اپی نفرین التیام بخشید (محلولی استنشاقی که مجرای هوا را باز می‌کند).
درحالی‌که اپی نفرین معمولاً شدت خروسک را طی ۱۰ تا ۳۰ دقیقه کاهش می‌دهد، اثرات ان تنها تا دو ساعت باقی می‌ماند.
اگر پس از گذشت ۲ تا ۴ &nbsp ساعت پس از درمان حال کودک بهبود یافت و مشکلی پیش نیامد، می‌توان او را از بیمارستان مرخص نمود.

### سایر درمان‌ها
درمان‌های دیگری نیز برای خروسک مورد مطالعه قرار گرفته‌اند اما شواهد کافی مبنی بر مفید بودن آن‌ها موجود نیست. تنفس بخار داغ یا هوای مرطوب نوعی خوددرمانی سنتی است، اما مطالعات بالینی شواهدی از تأثیرگذاری آن به دست نیاورده‌اند. and currently it is rarely used.
و این شیوه در حال حاضر به ندرت استفاده می‌شود.
استفاده از شربت‌های سرفه که معمولاً حاوی دکسترومتورفان یا گایافنزین هستند نیز توصیه نمی‌شود. While breathing هلیوکس (a mixture of helium and oxygen) to decrease the work of breathing has been used in the past, there is very little evidence to support its use.
از آنجایی که خروسک معمولاً ویروسی است آنتی‌بیوتیک‌ها اغلب استفاده نمی‌شوند مگر آنکه عفونت باکتریایی باشد.
استفاده از آنتی‌بیوتیک‌هایی چون ونکومایسین و سفوتاکسیم برای عفونت‌های باکتریایی توصیه می‌شود.
در موارد شدید مرتبط با آنفلوآنزا A و B، آنتی‌ویروسهای گروه مهارکننده نوروآمینیداز را می‌توان استفاده کرد.

## پیش آگهی
خروسک ویروسی معمولاً یک بیماری کوتاه مدت است؛ خروسک به ندرت موجب مرگ در اثر اختلالات تنفسی یا ایست قلبی می‌گردد.
علائم آن معمولاً طی دو روز بهبود می‌یابند اما ممکن است بین چهار تا هفت روز تداوم پیدا کنند.
عوارض غیرمعمول دیگر ممکن است شامل تراکئیت‌های باکتریایی، ذات الریه، و ادم ریه گردد.